# Glirulus
Glirulus és un gènere de rosegadors de la família dels lirons. Actualment només conté una espècie vivent, la rata dormidora japonesa (G. japonicus), que és endèmica dels boscos temperats del Japó, però el registre fòssil d'aquest grup és bastant ric. La distribució geogràfica de les espècies extintes és molt més àmplia que la de l'actual i s'estén per gran part d'Euràsia, des de França a l'oest fins al Japó a l'est.